# Макс Офюлс
Макс Офюлс (на немски: Max Ophüls) е германско-френски режисьор. 

## Биография
Той е роден на 6 май 1902 година в Саарбрюкен с името Максимилиан Опенхаймер в семейството на евреин индустриалец. През 1919 година започва работа като театрален актьор, а през следващите години е режисьор и продуцент в театъра. Първите си филми режисира в началото на 30-те години. След идването на власт в Германия на националсоциалистите, през 1933 година заминава за Франция, а през 1938 година получава френско гражданство. След окупацията на Франция от Германия през 1941 година заминава за Съединените щати, където остава до 1950 година. Сред най-известните му филми са „La Ronde“ (1950), „Мадам“ („Madame de...“, 1953) и „Лола Монтес“ („Lola Montès“, 1955).
Макс Офюлс умира на 25 март 1957 година в Хамбург.

## Избрана филмография
| година | филм         | оригинално заглавие | бележки |
| ------ | ------------ | ------------------- | ------- |
| 1950   | Хоровод      | La Ronde            |         |
| 1958   | Монпарнас 19 | Montparnasse 19     |         |